# Sydnee Steele

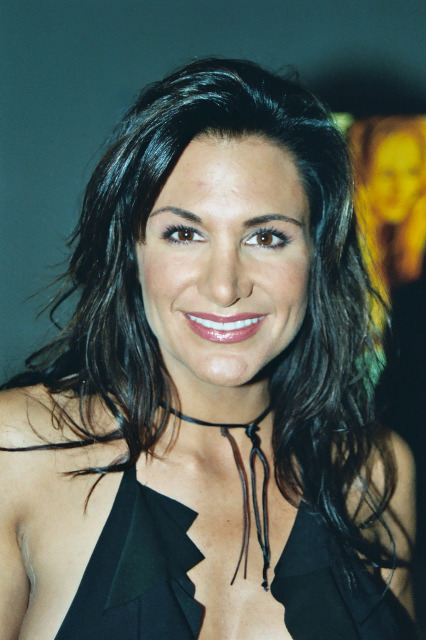
Sydney Steele bei der AVN Adult Entertainment Expo 2003

Sydnee Steele (* 23. September 1968 als Amy Jaynes in Dallas, Texas) ist eine ehemalige US-amerikanische Pornodarstellerin mit griechischen Vorfahren.

## Leben
Vor ihrer Zeit als Darstellerin arbeitete sie in einem Yacht-Unternehmen als Finanzbuchhalterin und als Stripperin. Im Laufe ihrer aktiven Tänzerkarriere wurde sie als „Miss Nude Texas“ und „Sundown Adult Entertainer of the Year“ ausgezeichnet.
Ihre Karriere vor der Kamera begann sie 1998 gleichzeitig mit ihrem damaligen Ehemann, dem Regisseur Michael Raven. Die Ehe dauerte von 1991 bis 2001.
Steele gilt als eine der wenigen Darstellerinnen der Branche, die sich auch mit schauspielerischen Leistungen einen Namen gemacht hat. Sie wurde nach mehrmaliger Nominierung schließlich als „Best Actress“ im Jahr 2002 für ihre Hauptrolle in dem mit 13 AVN Awards ausgezeichneten Science-Fiction-Porno „Euphoria“ als beste Darstellerin ausgezeichnet.
Für die Produktionsfirma Wicked Pictures spielte sie in mehreren Produktionen mit.
Sydnees Popularität hat sich mittlerweile auf den Mainstream-Markt ausgedehnt. Sie hat Rollen in Produktionen für das Kabelfernsehen und Playboy TV. Sydnee Steele schreibt eine monatliche Kolumne für das Web-Magazin AVN Insider.
Ihre Karriere als Pornodarstellerin beendete sie 2005.

## Auszeichnungen

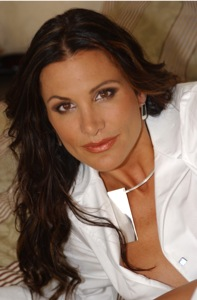
Sydnee Steele

Sydnee Steele wurde 2007 in die AVN Hall of Fame aufgenommen.
- 2000: XRCO Award als „Unsung Siren“
- 2001: AVN Award für „Best All Girl Sex Scene – Video“ (Dark Angels, mit Jewel De’Nyle)
- 2001: AVN Award für „Best Couples Sex Scene – Film“ (Facade, mit Bobby Vitale)
- 2002: AVN Award als „Best Actress – Video“ (Euphoria)
- 2003: AVN Award als „Best Supporting Actress – Video“ (Breathless)
- 2003: Adam Film World Guide Award als „Best Supporting Actress – Video“ (Breathless)

## Filmauswahl
- 1997: Flashpoint
- 1997: Boogie Girls
- 1998: Shattered Vows
- 1998: Knockout
- 1998: Blowjob Fantasies #1, #2 #13
- 1998: Topless Bicycle Riders
- 1999: Car Wash Angels 2
- 1999: Bustout
- 1999, 2001: The 4 Finger Club Vol. 1, 2, 3, 4
- 2000: Dream Quest
- 2000: Rainwoman 15, 16, 17.5
- 2001: Euphoria
- 2001: The Gate
- 2001: The Shocking Truth
- 2001: Mrs. Right
- 2001: Turning Point
- 2002: Hercules
- 2002: My Father’s Wife
- 2002: Cupid’s Arrow
- 2002: Falling From Grace
- 2003: Island Girls
- 2004: Pillow Talk